# Boris Gorbatow
Boris Leontjewicz Gorbatow (ros. Бори́с Лео́нтьевич Горба́тов; ur. 1908, zm. 1954 w Moskwie) – radziecki pisarz i scenarzysta.
Pochowany na Cmentarzu Nowodziewiczym w Moskwie.

## Scenariusze filmowe
- 1945: Dusze nieujarzmione
- 1950: Donieccy górnicy

## Nagrody
- 1946: Nagroda Stalinowska za scenariusz do filmu Dusze nieujarzmione (1945)
- 1952: Nagroda Stalinowska za scenariusz do filmu Donieccy górnicy (1950)